# Ori Sivan
Ori Sivan (hebreu: אורי סיון) (nascut el 30 de juliol de 1963 a San Francisco, Califòrnia) és un director de cinema i televisió israelià i guionista. En una carrera de més de dues dècades, va cobrir llargmetratges, drama televisiu, pel·lícules per a televisió i documentals. Sivan i el seu treball van guanyar 11 Premis Ophir, així com premis internacionals de cinema, en tots els camps anteriors de la realització de cinema. Sivan és el cocreador de In Treatment,la primera sèrie dramàtica de televisió israeliana que s'ha venut mai per tornar-la a fer als Estats Units (a HBO), seguit d'una reedició en més de 20 països.
Paral·lelament a la seva carrera cinematogràfica, Sivan ensenya cinema a l'acadèmia israeliana i estatunidenca des de 1996, i es dedica a escriure per a la premsa escrita i en línia israeliana. Està casat amb Galit Sivan, té 5 fills i viu al poble comunitari al sud de Tel-Aviv, Israel.

## Primers anys
Ori Sivan va néixer el 30 de juliol de 1963 a San Francisco, Califòrnia, en una família israeliana, mentre que els seus pares eren estudiants de doctorat i batxillerat a la propera Universitat de Califòrnia a Berkeley. El seu pare, Raphael Sivan (1935-2011) va ser un investigador i professor d'electrònica de renom mundial, a més de psicòleg clínic, i va ser antic cap del Departament d'Enginyeria Elèctrica del Institut Tecnològic d'Israel - Technion. La seva mare, Ilana Sivan (nascuda el 1941), és una psicòloga clínica.
Després que els seus pares van completar els seus estudis, la família es va traslladar a Los Angeles, on el seu pare treballava a la Caltech local. Després de Los Angeles, la família es va traslladar a Israel, on Sivan va passar la major part de la seva infància posterior a la ciutat del nord de Haifa, excepte uns quants anys addicionals que la família va passar als Estats Units després del treball del seu pare com a investigador del programa espacial de la NASA a Virgínia i com a professor al MIT a Boston, Massachusetts.

## Carrera

### Primers anys
Després del seu servei militar, Ori Sivan va estudiar al departament de cinema i televisió de la Universitat de Tel-Aviv durant els anys 1986–1991. Com a projecte de graduació, va codirigir amb el seu company Ari Folman la pel·lícula documental Comfortably Numb, que va retratar Israel durant la Primera Guerra del Golf, centrat en les reaccions i els sentiments en temps real dels joves de Tel-Aviv, petrificats per la possibilitat d'un atac de gas mortal. Aquell mateix any la pel·lícula va ser nominada als Premis Ophir (els Oscars israelians) i va guanyar el premi en la categoria de pel·lícula documental.
El 1996, Sivan, de nou en col·laboració amb Folman, va escriure i dirigir el seu primer llargmetratge, Clara Hakedosha, protagonitzada per Lucy Dubinchek, Maya Maron i Menashe Noi. La pel·lícula va rebre elogis de la crítica. Als Premis Ophir d'aquell any, la pel·lícula va guanyar en sis categories, incloent millor actriu en un paper protagonista (Dubinchek), millor director i millor pel·lícula. Més tard, la pel·lícula va participar als Premis Oscar estatunidencs en la categoria de cinema estranger, i va guanyar el premi especial del jurat al Premis Internacional de Cinema de Karlovy Vary a la República Txeca.

### Drames televisius
El 1997, Sivan va canviar de direcció i va començar a centrar-se en la televisió. Sivan va escriure i dirigir, juntament amb el director Eytan Fox, l'exitosa sèrie dramàtica de televisió israeliana Florentine, protagonitzada per Ayelet Zurer i Karin Ofir. Florentine va aconseguir un gran èxit entre els espectadors, i es va emetre durant tres temporades. El 1998, Sivan va participar en el projecte Short Stories about Love de la cadena de televisió israeliana Canal 2, on va escriure i dirigir el curtmetratge Domino que va guanyar el premi al curtmetratge de l'any al London Fantasy Film Festival, i es va emetre al canal de cinema BBC.
L'any 2000, Sivan va co-crear i va ser el guionista principal de la popular sèrie de televisió israeliana Saturdays and Holidays, protagonitzada per Alon Abutbul i Libor Ashkenazi, que va funcionar durant 5 temporades. Saturdays and Holidays va tenir un gran èxit tant entre els espectadors com entre els crítics, va guanyar el Premi de Ophir per a sèries de televisió i el Premi Israeli de la Pantalla d'Or. El 2003, Sivan va escriure i dirigir la pel·lícula de televisió I Had a Wonderful Childhood.
El 2005, Sivan va co-crear, codirigir i ser guionista principal de la sèrie de televisió israeliana original Betipul, protagonitzada per Assí Dayan, Ayelet Zurer i Maya Maron. Betipul, que inclou 3 temporades i 80 episodis, va guanyar els Premis Ophir a la millor sèrie dramàtica i al millor guió durant dos anys consecutius. Va ser la primera sèrie de televisió israeliana que es va vendre als Estats Units al gegant estatunidenc de televisió per cable i satèl·lit per satèl·lit HBO perquè la tornés a fer.
La versió americana, In Treatment, es basa en el format, el tema inicial i el guió de la sèrie israeliana, que sovint és paraula per paraula. traduccions de l'escriptura israeliana. La sèrie nord-americana In Treatment va ser aclamada per la crítica i es va emetre a HBO com a sèrie nocturna en hora de màxima audiència, protagonitzada per Gabriel Byrne, que va guanyar pel seu paper de Dr. Paul Weston el Globus d'Or al millor actor en una sèrie dramàtica del 2008. In Treatment es va emetre a HBO durant 3 temporades del 2008 al 2010, va rebre crítiques excel·lents i va guanyar nombrosos honors, inclosos els premis Emmy, Globus d'Or i Sindicat de Guionistes. A més de HBO, la sèrie israeliana original es va vendre per a la seva reelaboració i emissió a més de 20 països, inclosos Espanya, Itàlia, Rússia, Mèxic, Argentina, Bèlgica i els Països Baixos.
El 2011, Sivan va crear i dirigir una sèrie de mini drama històric de 6 episodis anomenada Yekhefim per al canal de televisió HOT 3 d'Israel.

### Documentals de televisió
Sivan va dirigir tres pel·lícules documentals per a Canal 8 de la principal xarxa de cable israeliana HOT, com a part de la seva sèrie de pel·lícules "Israeli Culture Heroes". de la qual cada pel·lícula documenta un heroi de la cultura israeliana des d'un nou angle creatiu. La primera pel·lícula, Behind the Strings creada l'any 2001, retrata la imatge de Klari Sarvash, la primera arpista de l'Orquestra Filharmònica d'Israel a través d'un conjunt d'entrevistes. La segona pel·lícula, Zubin and I creada el 2010, segueix al mestre Zubin Mehta, el famós director musical indi/israelià/americà. La tercera pel·lícula, Alex al país de les meravelles creada el 2012, se centra en Alex Levac el controvertit fotoperiodista i fotògraf de carrer, famós per les seves composicions úniques. i visions polítiques provocadores.

### Projectes propers i anunciats
L'estiu de 2014, Sivan està a punt de dirigir un nou llargmetratge anomenat Harmony, una adaptació lliure de la història bíblica d'Abraham i les seves dues dones Sara i Hagar, protagonitzada per Alon Abutbul i Tali Sharon.
Sivan també està cooperant amb el cineasta Ori Gruder en l'escriptura d'una pel·lícula de detectius i fantasia únic basada en la càbala, amb el suport de dos grans fons cinematogràfics israelians.

### Crèdits d'actuació
Ori Sivan va tenir el paper d'ell mateix, un cineasta i amic del personatge principal, al llargmetratge animació documental el 2008 Vals Im Bashir, que es va estrenar el 2008 a les sales de cinema. La pel·lícula representa un cineasta israelià a la recerca dels seus records perduts de la seva experiència com a soldat. Va ser nominada als Premis Oscar estatunidencs en la categoria Millor pel·lícula en llengua estrangera, i va guanyar un Globus d'Or a la millor pel·lícula de parla no anglesa.

### Activitat acadèmica
Ori Sivan és professor de cinema al Departament de Cinema del Sapir Academic College des de 1996, a més d'ensenyar cinema als EUA.

## Vida personal
Ori Sivan està casat amb Galit Sivan, tenen cinc fills i viuen en un poble comunitari al sud de Tel-Aviv, Israel.

## Filmografia
- Comfortably Numb (1991, curt documental, amb Ari Folman)
- Clara Hakedosha (1996, llargmetratge, amb Ari Folman)
- Florentine (1997, sèrie de televisió, amb Eytan Fox)
- Domino (1998, curtmetrat de televisió)
- Saturdays and Holidays (2000, sèrie de televisió, 5 temporades, amb Rani Blayer i Ari Folman)
- Behind the Strings (2001, pel·lícula documental de televisió)
- I Had a Wonderful Childhood (2003, pel·lícula de televisió)
- In Treatment (Betipul) (2005, sèrie de televisió, 3 temporades, amb 2 co-creadors)
- Zubin and I (2010, pel·lícula documental de televisió)
- Yekhefim (2011, minisèrie de televisió)
- Alex in Wonderland (2012, pel·lícula documental de televisió)
- "Harmony" (2016, revisió de la pel·lícula de la història bíblica d'Abraham i Sara en un entorn de simfonia moderna)[3]

## Premis i nominacions
- Premis Ophir - Millor documental - Comfortably Numb (1991)
- Premis Ophir - Millor director - Clara Hakedosha (1996)
- Premis Ophir - Millor pel·lícula - Clara Hakedosha (1996)
- Festival Internacional de Cinema de Karlovy Vary - Premi Especial del Jurat - Clara Hakedosha (1996)
- London Fantasy Film Awards - Curtmetratge de l'any - Domino (1998)
- Premis de l’Acadèmia Israeliana de Cinema i Televisió – Millor sèrie de televisió (amb 2 co-creadors) - Saturdays and Holidays (2001)
- Premi de la Pantalla d'or d'Israel - Millor sèrie de televisió (juntament amb 2 co-creadors) -   (2001)
- Premi de l’Acadèmia de cinema i televisió d'Israel - Millor sèrie dramàtica (juntament amb altres 2 co-creadors) - Betipul (2006)
- Premi de l'Acadèmia de cinema i televisió d'Israel - Millor guió per a una sèrie dramàtica (juntament amb 5 guionistes més) - Betipul (2006) )
- Premi dels Acadèmia de cinema i televisió d'Israel - Millor sèrie dramàtica (juntament amb altres 2 co-creadors) - Betipul (2007)
- Premi dels Acadèmia de cinema i televisió d'Israel - Millor guió per a una sèrie dramàtica (juntament amb 5 guionistes més) - Betipul (2007) )